# Marcelo Castro
Marcelo Antonio Castro Cumsille (ur. 12 czerwca 1981) – chilijski zapaśnik walczący w obu stylach. Zajął czwarte miejsce na mistrzostwach panamerykańskich w 2004. Brązowy medalista igrzysk Ameryki Południowej w 2002. Mistrz Ameryki Południowej w 2019; drugi w 2015, a trzeci w 2011 roku.